# Sáu điều Bảo đảm
Sáu điều Bảo đảm (tiếng Anh: Six Assurances, tiếng Trung: 六項保證, "Lục Hạng Bảo Chứng") là sáu nguyên tắc quan trọng trong chính sách đối ngoại của Hoa Kỳ về Quan hệ Đài Loan – Hoa Kỳ. Chúng đã được thông qua với tư cách là những lời diễn giải đơn phương của Hoa Kỳ đối với Thông cáo chung lần thứ ba giữa Hoa Kỳ và Cộng hòa Nhân dân Trung Hoa năm 1982. Những điều này nhằm trấn an cả Đài Loan và Quốc hội Hoa Kỳ rằng Chính phủ Hoa Kỳ vẫn sẽ tiếp tục hỗ trợ Đài Loan ngay cả khi quan hệ ngoại giao chính thức giữa hai bên đã bị giáng chức qua việc Hoa Kỳ lập quan hệ ngoại giao với Bắc Kinh.
Chính phủ Quốc Dân đảng là phía đề xuất các điều này trong bối cảnh Hoa Kỳ và Cộng hòa Nhân dân Trung Hoa bắt đầu đàm phán lập quan hệ. Sau đó, chính quyền Tổng thống Hoa Kỳ Ronald Reagan đã phê chuẩn và thông báo nó cho Quốc hội Hoa Kỳ vào tháng 7 năm 1982.
Ngày nay, Sáu điều Đảm bảo là một tư liệu hướng dẫn bán chính thức được sử dụng trong việc hành xử về mối quan hệ giữa Hoa Kỳ và Đài Loan. Nó tiếp tục được các chính quyền tổng thống kế tiếp của Hoa Kỳ tái khẳng định. Trước năm 2016, chúng hoàn toàn là tài liệu không chính thức, nhưng vào năm 2016, nội dung của chúng đã được Hạ viện Hoa Kỳ thông qua để nâng lên trở thành chính thức trong một nghị quyết không ràng buộc, nhưng không có hiệu lực trực tiếp.
Nội dung chính của sáu điều này được công bố qua một điện thư mật mà Washington gửi cho Đài Loan vào năm 1982 dưới thời Tổng thống Reagan:
Bức điện thứ hai đề ngày 17-8-1982, trong đó đưa ra 6 cam kết như sau:
- Không ấn định ngày chấm dứt việc bán vũ khí cho Đài Loan;
- Không tham vấn với Cộng hòa Nhân dân Trung Hoa về việc bán vũ khí cho Đài Loan;
- Hoa Kỳ không đóng vai trò hòa giải giữa Trung Quốc và Đài Loan;
- Hoa Kỳ sẽ không rút hoặc chỉnh sửa Đạo luật Quan hệ Đài Loan;
- Hoa Kỳ Không gây áp lực để Đài Loan tham gia đàm phán với Trung Quốc;
- Hoa Kỳ không thay đổi lập trường về chủ quyền liên quan Đài Loan.